# Beihan
Para la actual ciudad de Yemen, véase Beihan (ciudad)

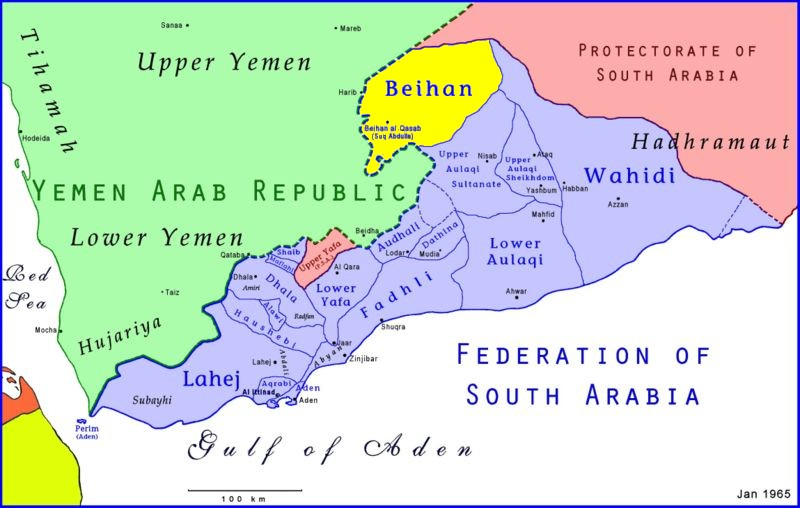
Ubicación de Beihan en la Federación de Arabia del Sur (en amarillo)

El emirato de Beihan o Bayhan (en árabe: بيحان, transliteración: Bay'ān) fue un estado del protectorado británico de Adén. Su capital era Suq Abdulla, llamada en la actualidad Beihan.

Bandera de Beihan

## Historia
La familia gobernante, la dinastía Al Habieli, emparentados con los Hachemíes, llegaron al poder en Beihan en el siglo XVII. A fines del siglo XIX, el área cayó bajo la influencia del Imperio Británico y eventualmente se convirtió en un estado constituyente del Protectorado de Adén. 
El emirato fue uno de los miembros fundadores de la Federación de Emiratos Árabes del Sur, en 1959, y su sucesora, la Federación de Arabia del Sur, en 1963. El último emir gobernante, Saleh al Hussein Al Habieli, fue depuesto en agosto de 1967, tras lo cual el emirato de Beihan fue abolido en noviembre de ese año y se integró a la República Popular de Yemen del Sur, por lo que actualmente el territorio de Alawi pertenece a Yemen.

### Últimos emires de Beihan
- Ahmad Muhsin Al Habieli - 1903-1935
- Saleh al Hussein Al Habieli - 1935-1967, regente del emirato en ese periodo, fue posteriormente Ministro del Interior de la Federación de Arabia del Sur.

- Datos: Q803753
- Multimedia: Beihan / Q803753